# Giovanni Giacomo Staserio
Giovanni Giacomo Staserio, in latino: Johannes Jacobus Staserius (Bari, 17 febbraio 1565 – Napoli, 22 giugno 1635), è stato un gesuita, matematico e astronomo italiano.

## Biografia
Giovanni Giacomo Staserio nacque a Bari il 17 febbraio 1565, entrò nella Compagnia di Gesù nel collegio gesuitico di Messina il 10 febbraio 1588 quando aveva già studiato lettere e matematica. Fu proprio nella città dello stretto che Staserio fece i suoi primi studi di matematica. Nel biennio 1589-1590 frequentò il noviziato di Napoli studiando logica, fisica e metafisica. Nel 1594 fu professore di letteratura in un collegio della provincia di Napoli e nell’aprile 1595 andò al Collegio Romano per studiare matematica e poi, tra il 1595 e 1599, teologia. Nel 1600 rientrò a Napoli per insegnare etica e matematica, per poi ritornare a Roma nel noviziato di S. Andrea per il III anno di probazione. Nel novembre 1605 professò i 4 voti dell’Ordine a Napoli. Nel 1606 insegnò matematica nel collegio di Napoli, tra il 1607 e il 1609 si trasferì nel collegio di Bovino per poi rientrare a Napoli dove tenne la docenza di matematica fino al 1620.

## Attività scientifica
Non si conoscono suoi scritti a stampa, ma dalle lettere scambiate con Cristoforo Clavio si conosce il ruolo avuto nella parziale revisione, come editore, del volume di ottica di Maurolico: Photismi de lumine. Diaphanorum partes (1611).
Le sue competenze scientifiche furono messe in dubbio dai contemporanei ostili alla Compagnia, come il giudizio di Nicolò Stelliola che lo indica a Galileo come “molto affatigato in seminar dette zizanie” e come un uomo in cui “sono di pari l'arroganza et la ignoranza”. Giudizi con confermati dalla corrispondenza tenuta con Paolo Guldin e Clavio che lo omaggiò, con dedica autografa, di un esemplare della Horologiorum nova descriptio (1599).
Nel volume di Francesco Fontana, Novae coelestium terrestriumque rerum observationes (1646), Staserio testimonia insieme a Giovan Battista Zupi di aver osservato il cielo, nel 1614, usando un telescopio a doppia lente convessa.
Il 21 dicembre 1624 compì un'osservazione del Sole insieme a Christoph Scheiner.
Morì a Napoli il 22 giugno 1635.